# Kanton Arras-Sud
Der Kanton Arras-Sud war bis 2015 ein französischer Kanton im Arrondissement Arras, im Département Pas-de-Calais und in der Region Nord-Pas-de-Calais. Sein Hauptort war Arras. Vertreter im Generalrat des Départements war zuletzt von 1992 bis 2015 Jean-Louis Cottigny (PS).

## Gemeinden
Der Kanton bestand aus einem Teil der Stadt Arras (angegeben ist die Gesamteinwohnerzahl, im Kanton lebten etwa 10.800 Einwohner) und weiteren acht Gemeinden:
| Gemeinde              | Einwohner Jahr | Fläche km² | Bevölkerungsdichte | Code INSEE | Postleitzahl |
| --------------------- | -------------- | ---------- | ------------------ | ---------- | ------------ |
| Achicourt             | 7.852 (2013)   | 5,94       | 1322 Einw./km²     | 62004      | 62217        |
| Agny                  | 1.946 (2013)   | 6,05       | 322 Einw./km²      | 62013      | 62217        |
| Arras                 | 40.830 (2013)  | –          | – Einw./km²        | 62041      | 62000        |
| Beaurains             | 5.346 (2013)   | 5,99       | 892 Einw./km²      | 62099      | 62217        |
| Fampoux               | 1.151 (2013)   | 8,64       | 133 Einw./km²      | 62323      | 62118        |
| Feuchy                | 1.055 (2013)   | 5,45       | 194 Einw./km²      | 62331      | 62223        |
| Neuville-Vitasse      | 522 (2013)     | 6,98       | 75 Einw./km²       | 62611      | 62217        |
| Tilloy-lès-Mofflaines | 1.449 (2013)   | 7,69       | 188 Einw./km²      | 62817      | 62217        |
| Wailly                | 1.079 (2013)   | 9,83       | 110 Einw./km²      | 62869      | 62217        |